# 미국 해병대의 연대 목록
다음은 미국 해병대의 연대 목록이다. 숫자부터 자음까지 내림차순으로 정렬하였다.

## 보병

제1해병연대
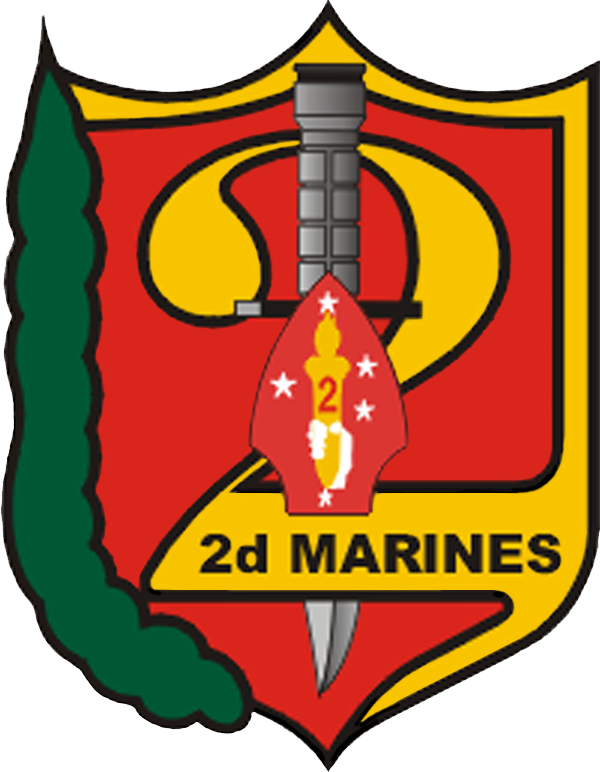
제2해병연대
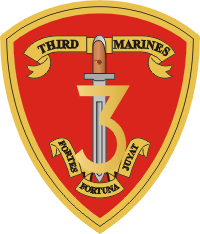
제3해병연대
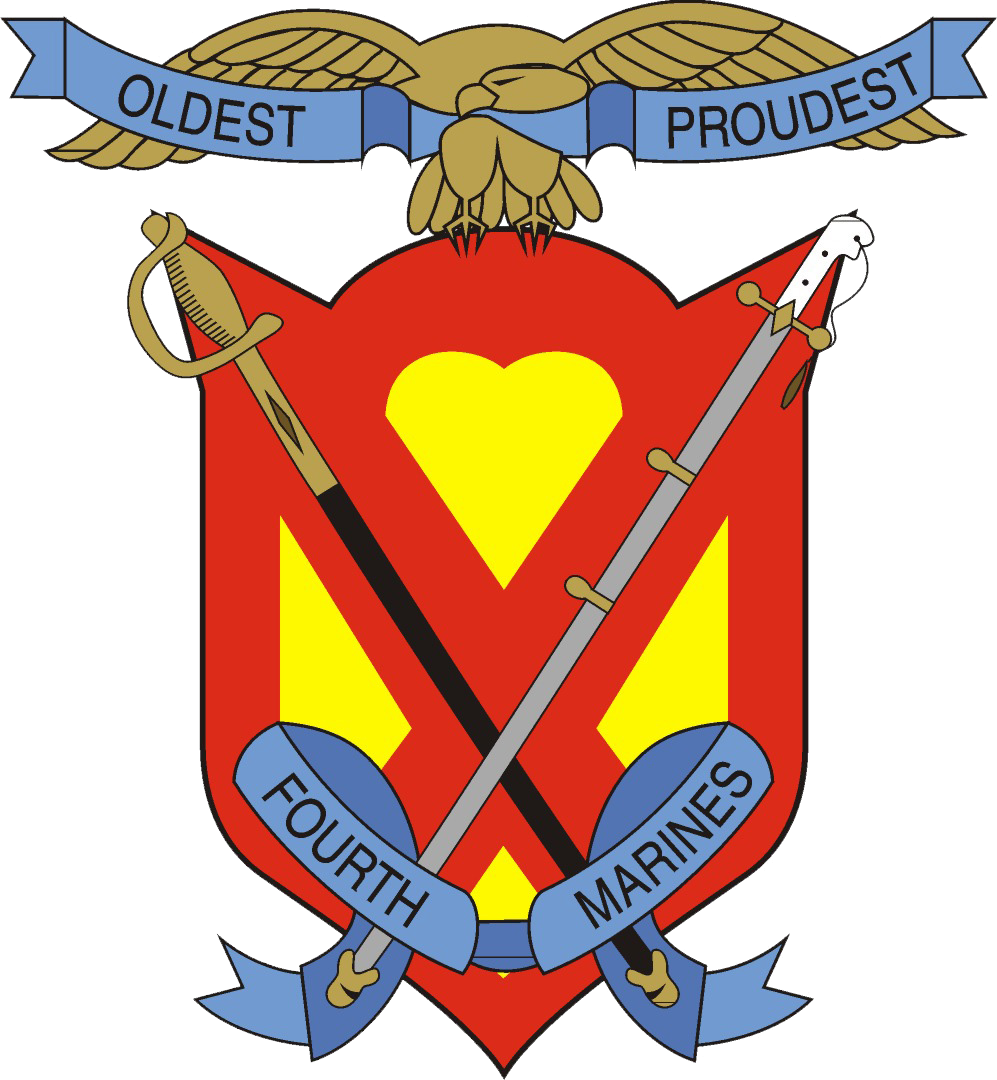
제4해병연대
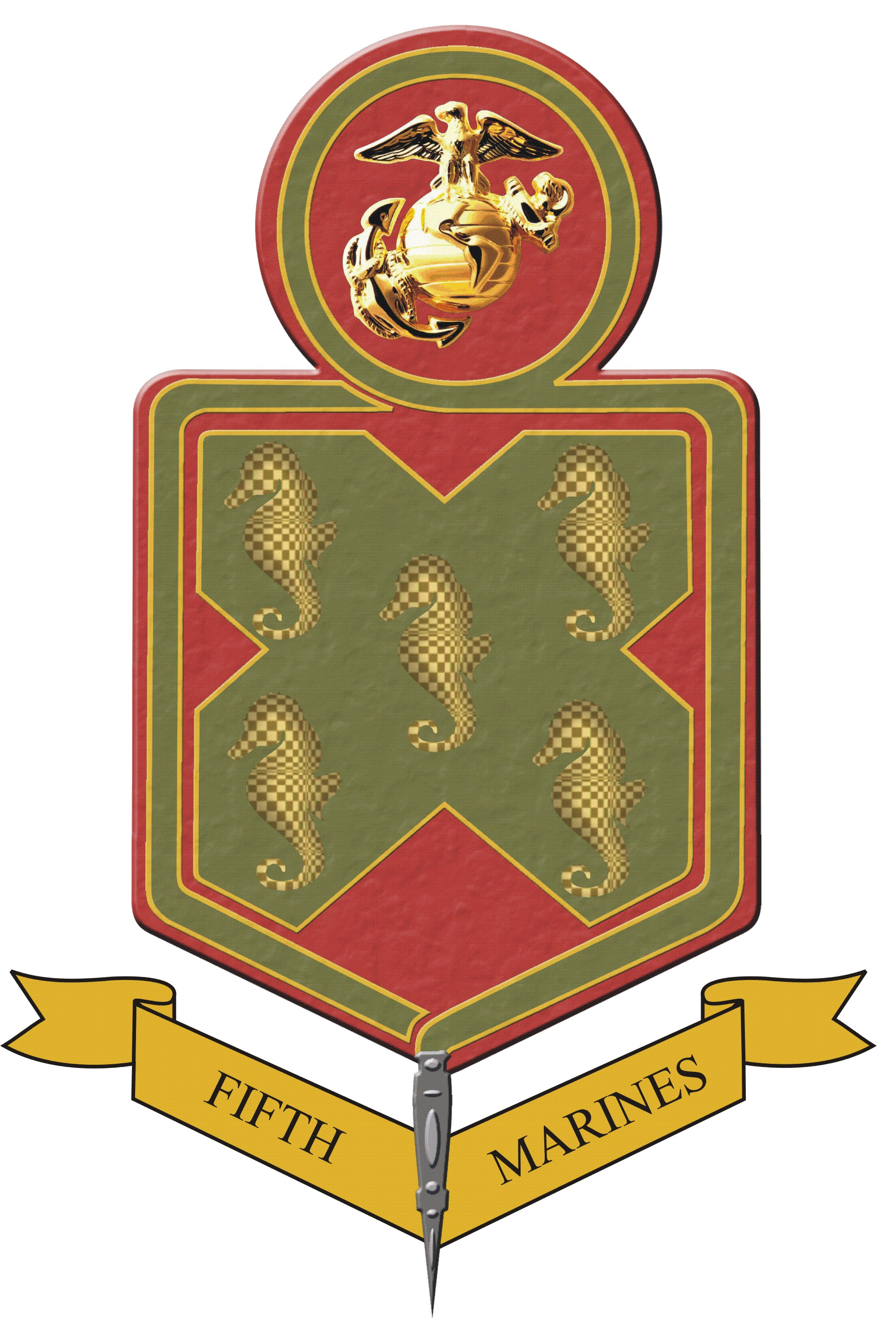
제5해병연대
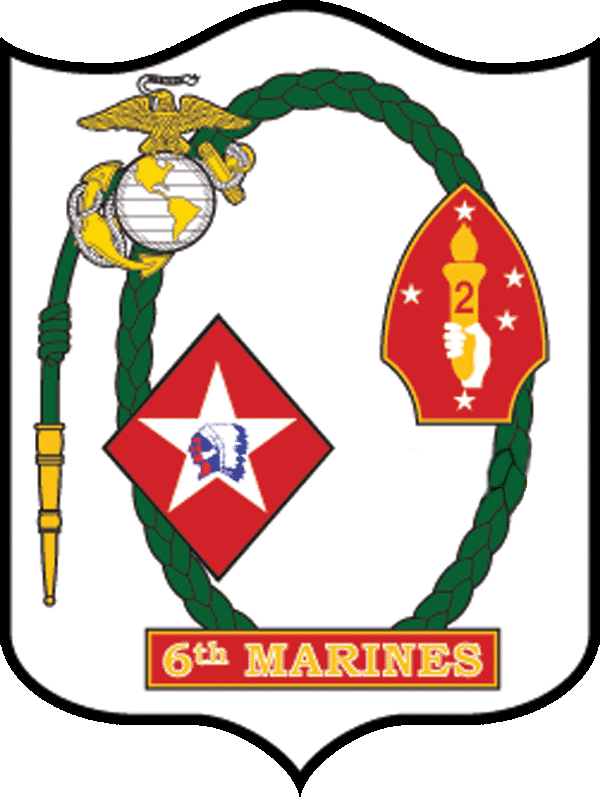
제6해병연대
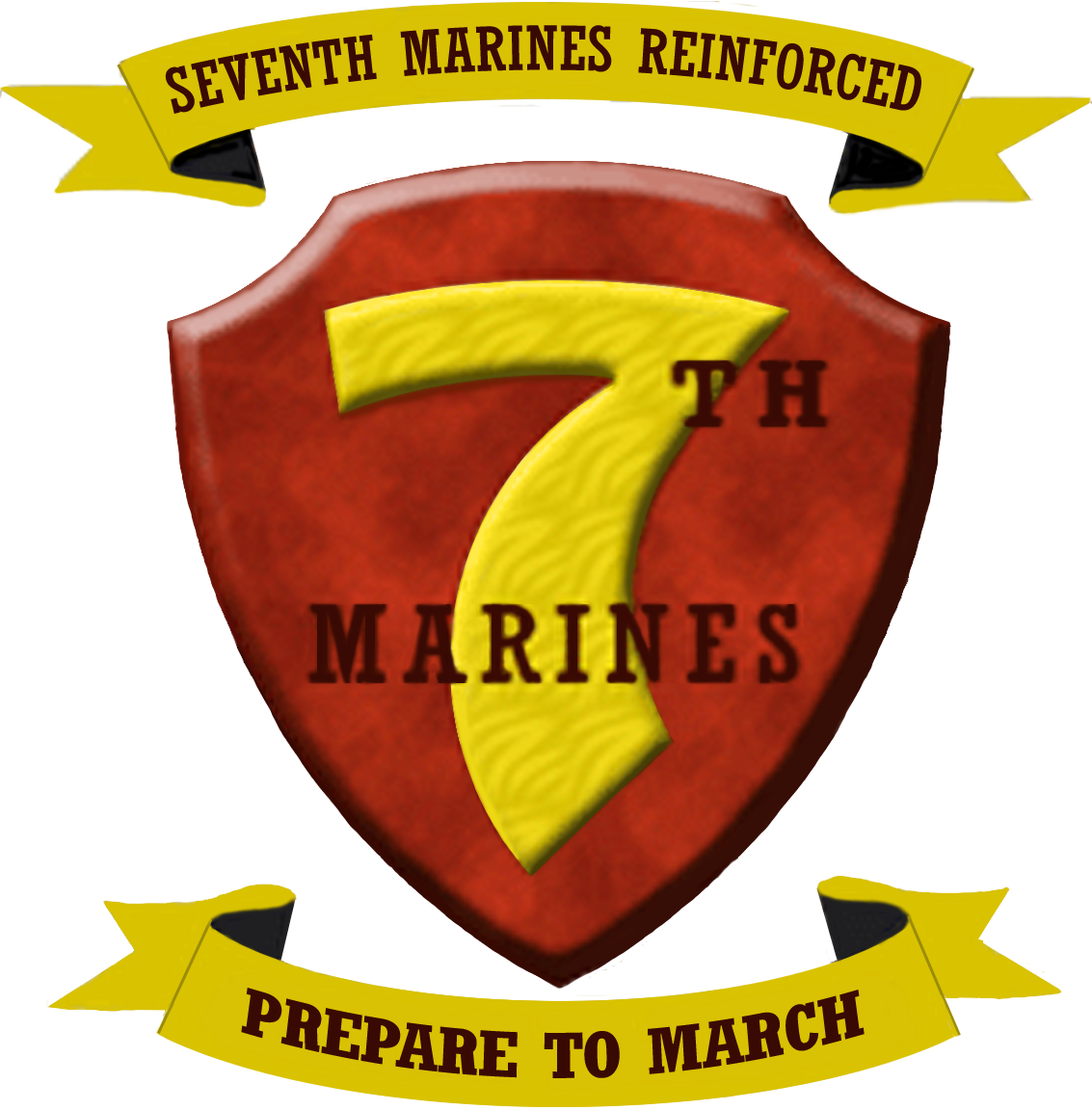
제7해병연대
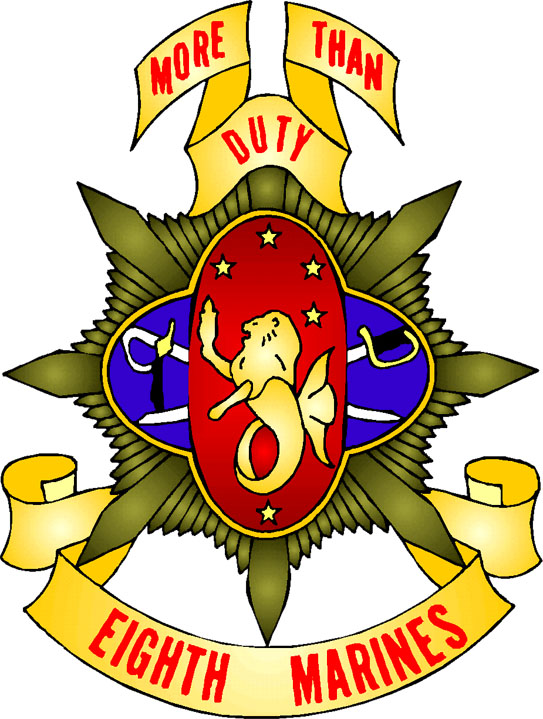
제8해병연대
제9해병연대
제21해병연대
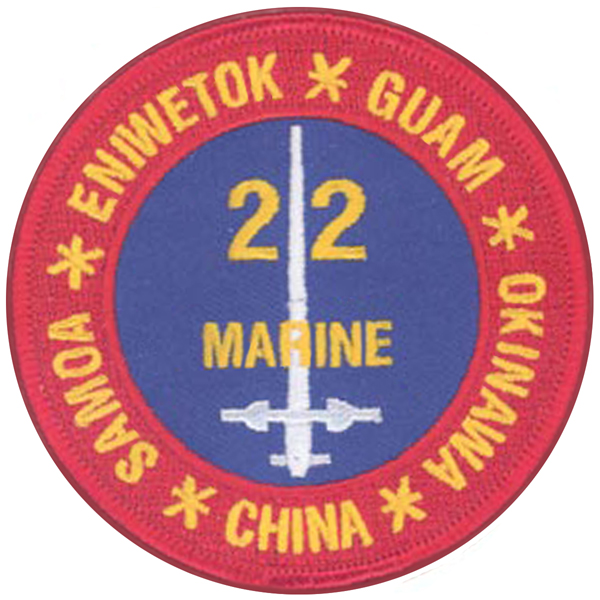
제22해병연대
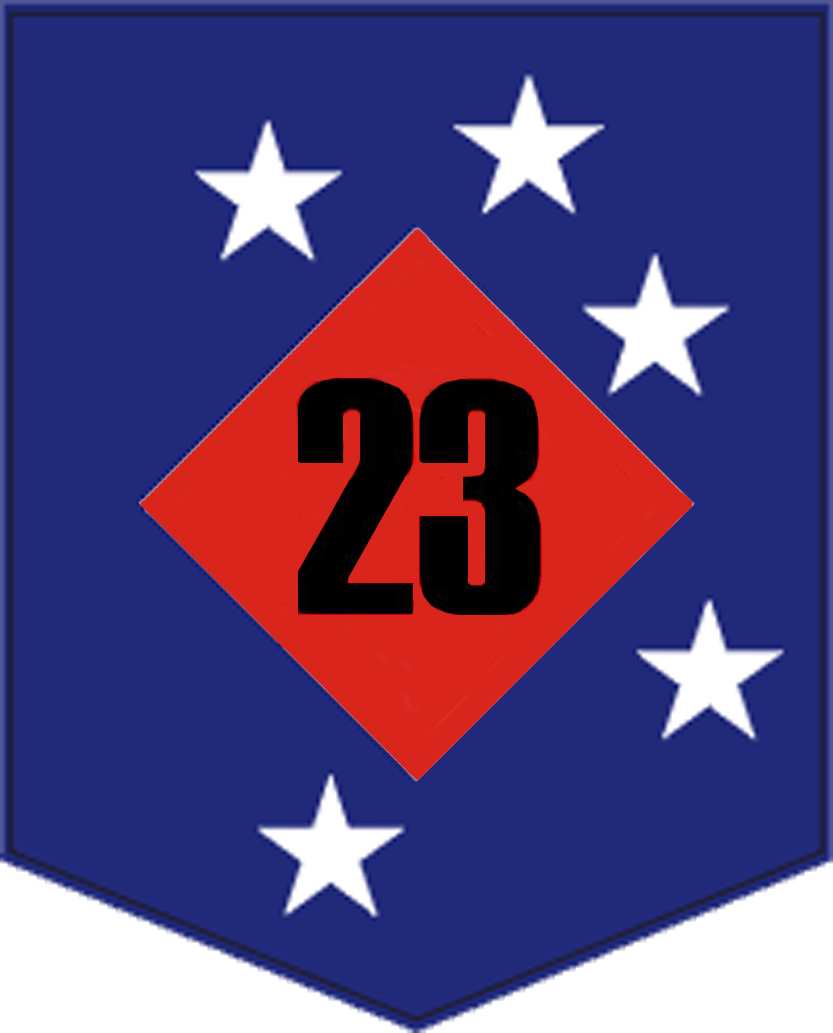
제23해병연대
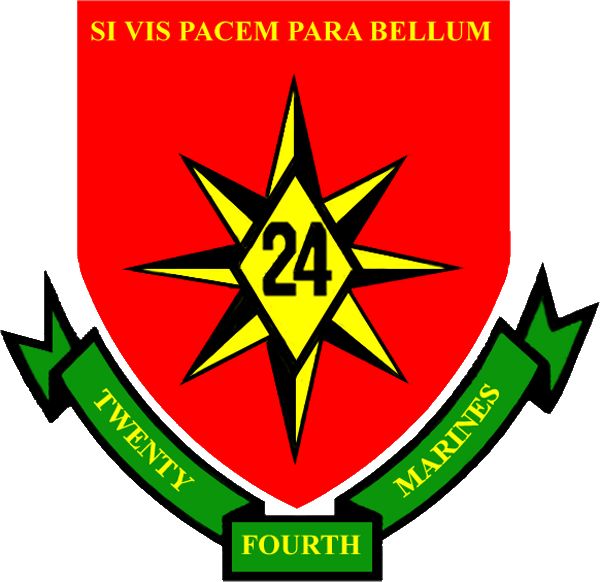
제24해병연대
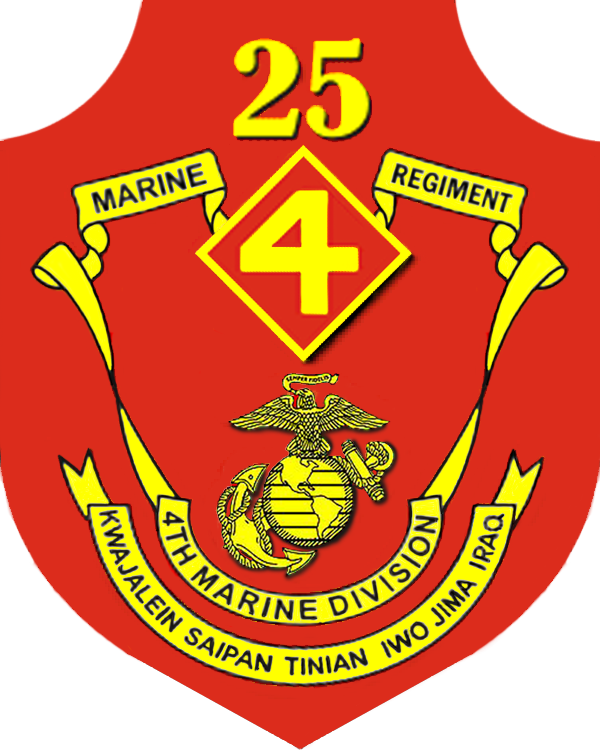
제25해병연대
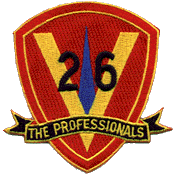
제26해병연대
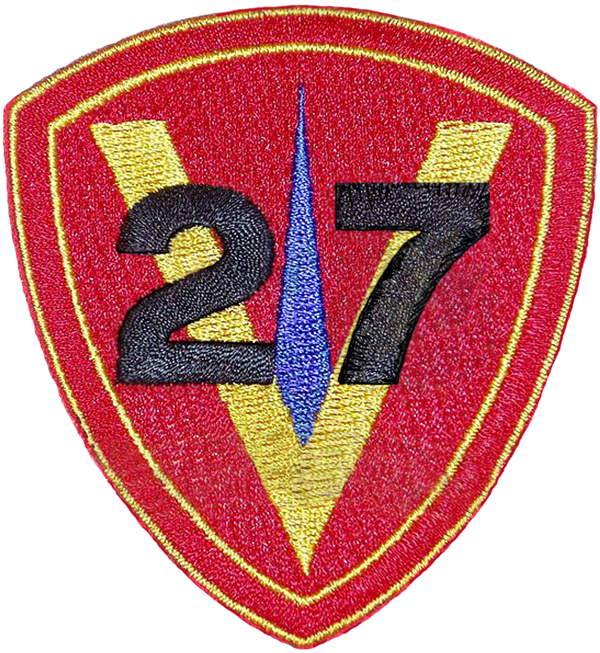
제27해병연대
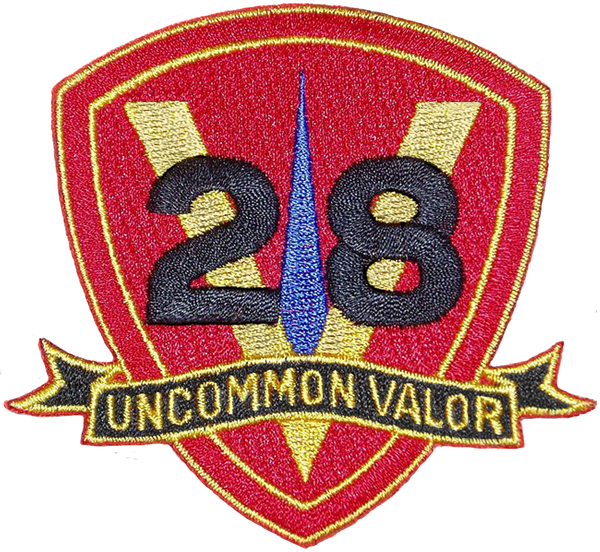
제28해병연대
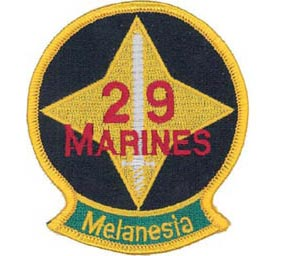
제29해병연대

## 포병

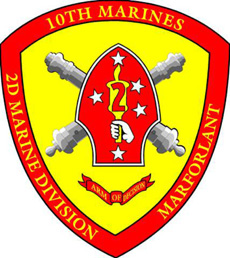
제10해병연대 (포병)
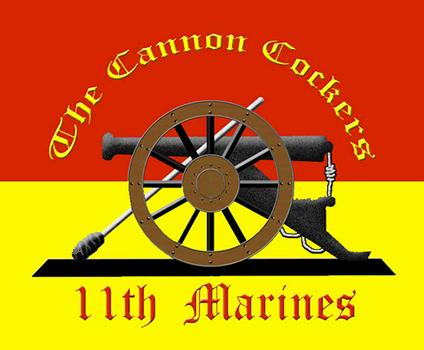
제11해병연대 (포병)
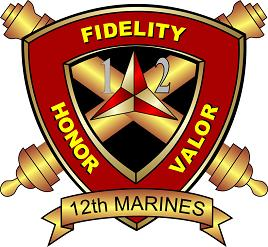
제12해병연대 (포병)
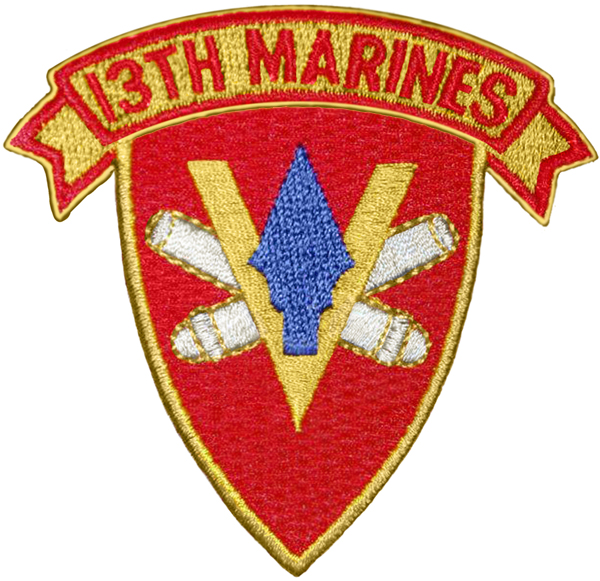
제13해병연대 (포병)
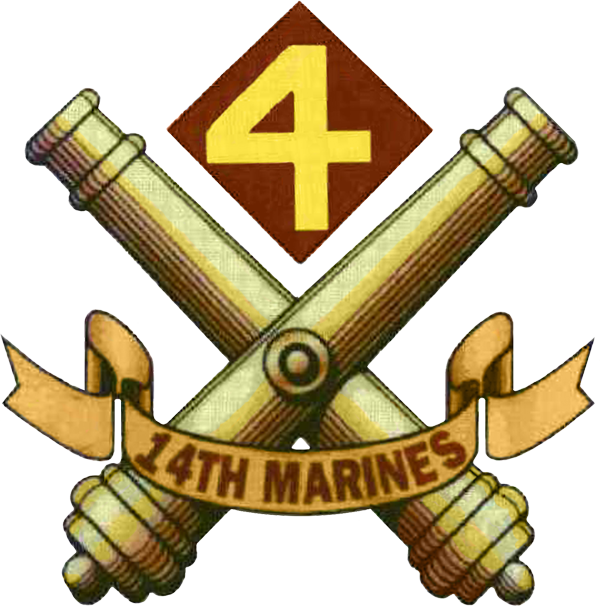
제14해병연대 (포병)
제15해병연대 (포병)

## 공병

제16해병연대 (공병)
제17해병연대 (공병)
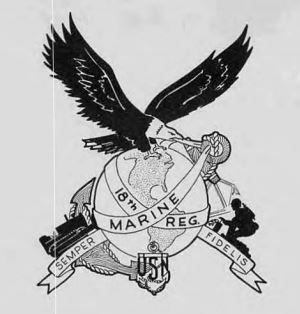
제18해병연대 (공병)
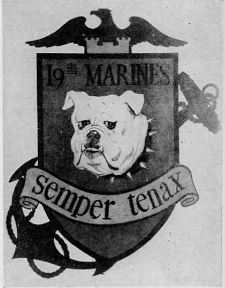
제19해병연대 (공병)
제20해병연대 (공병)

## 군수

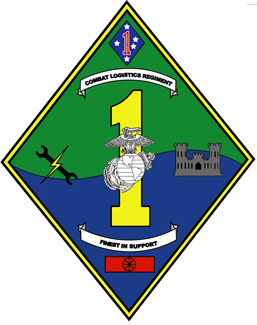
제1전투군수연대
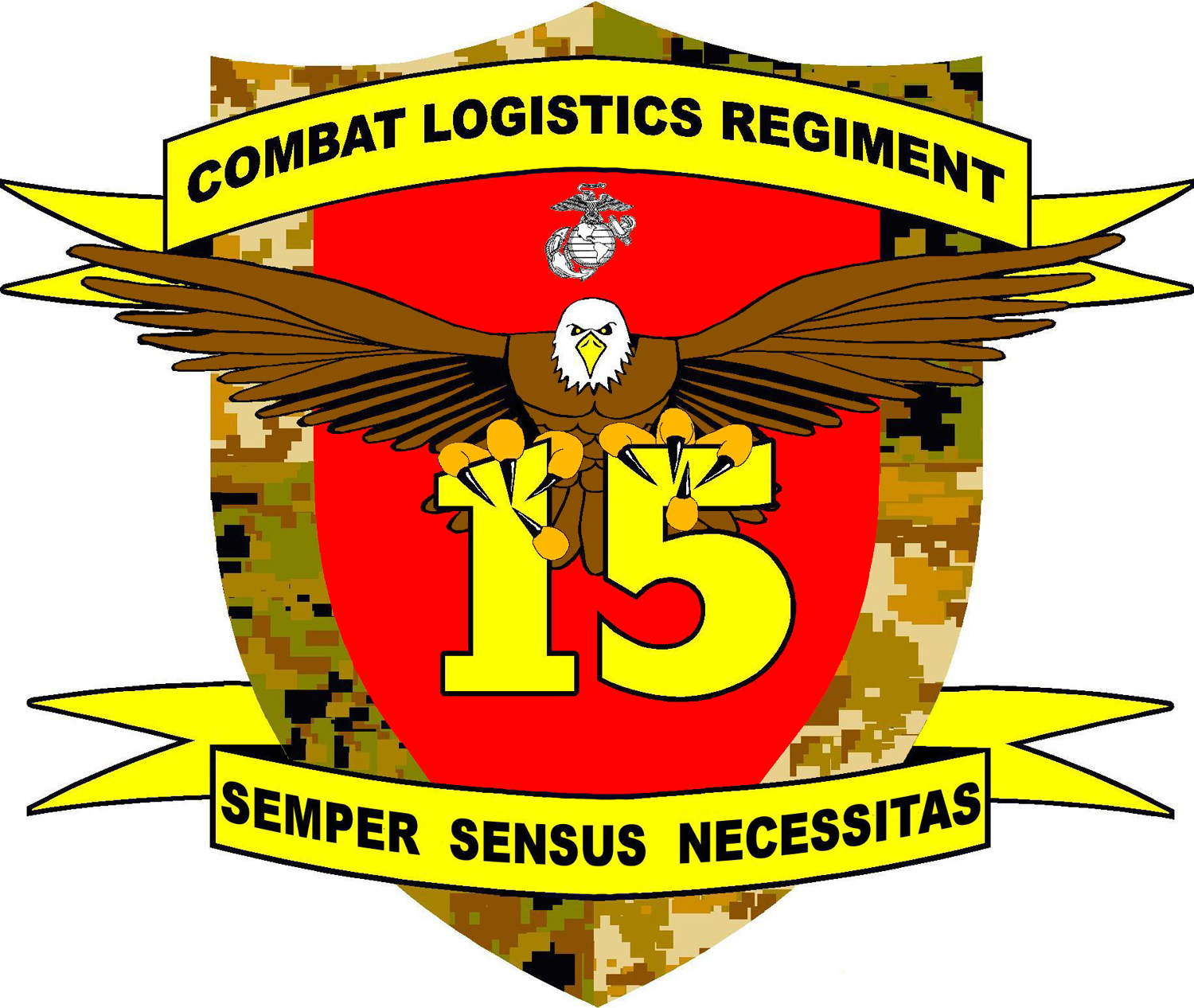
제15전투군수연대
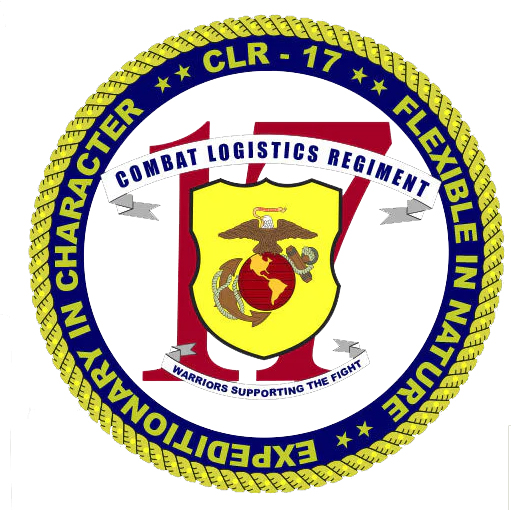
제17전투군수연대
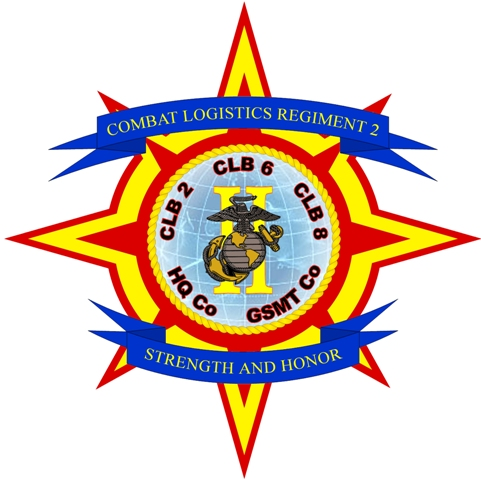
제2전투군수연대
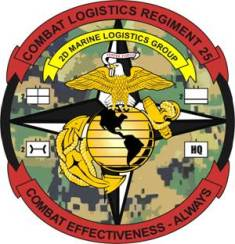
제25전투군수연대
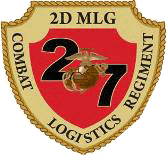
제27전투군수연대
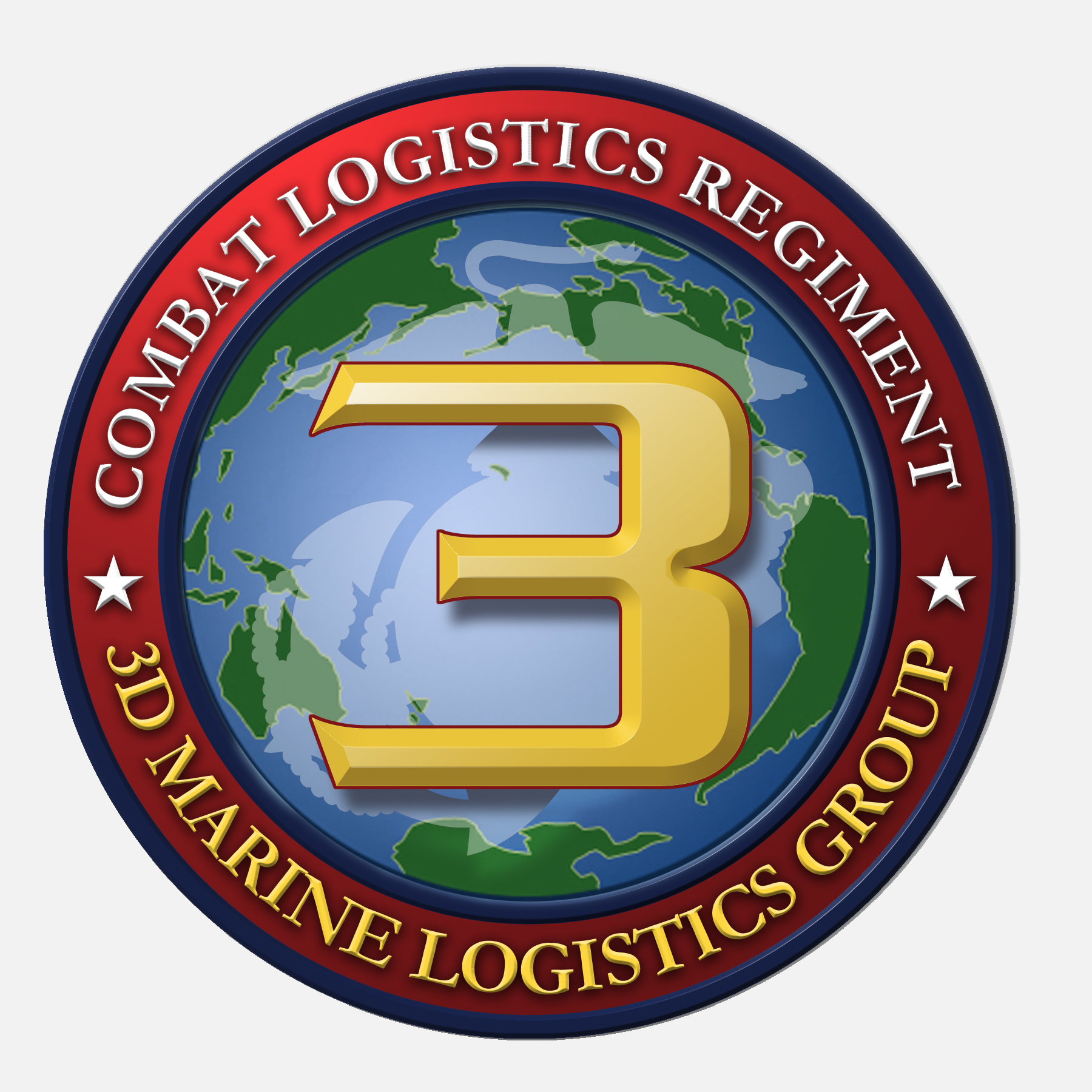
제3전투군수연대
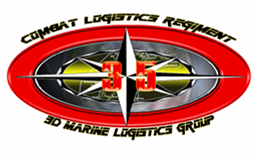
제35전투군수연대
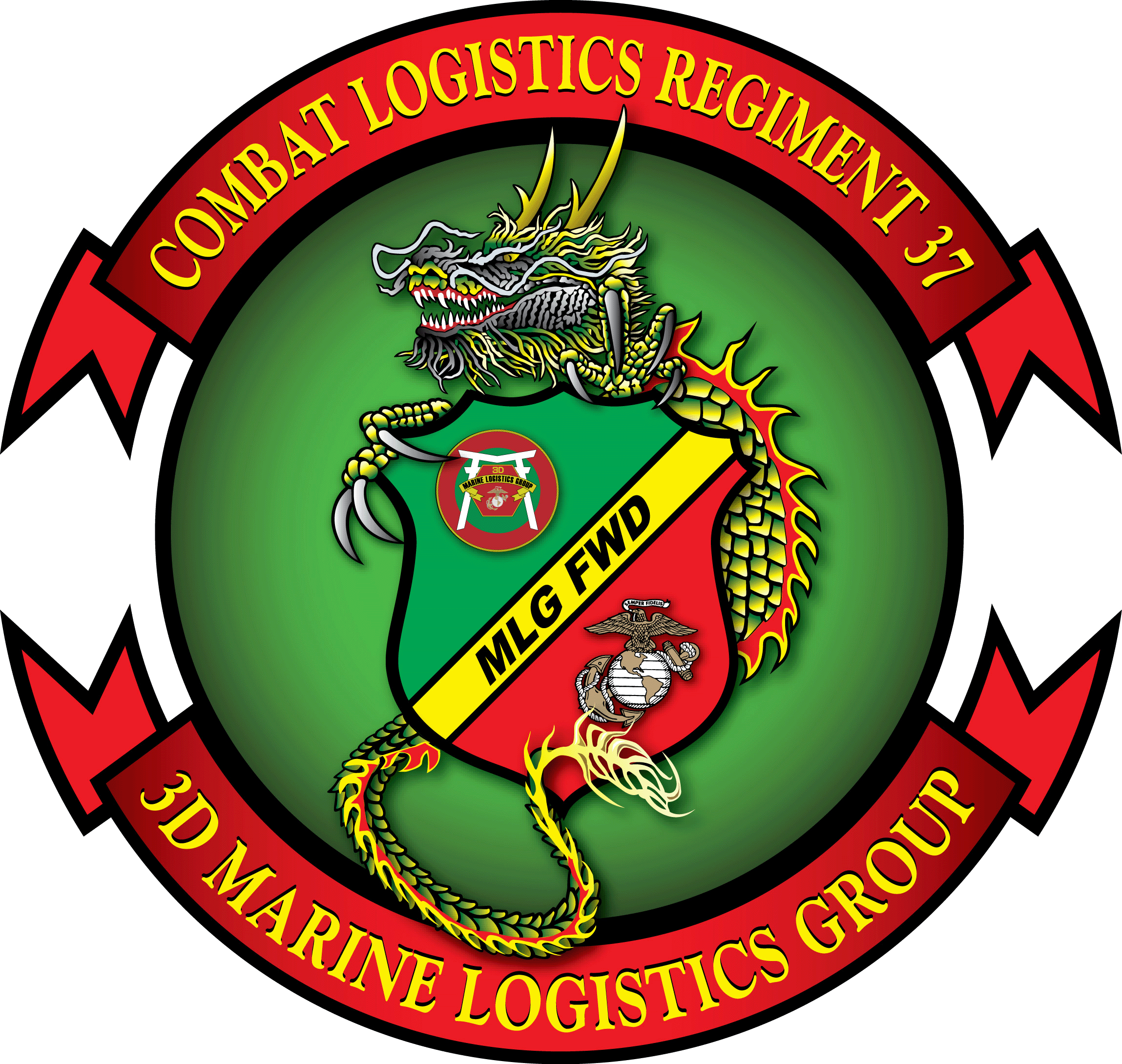
제37전투군수연대
제4전투군수연대
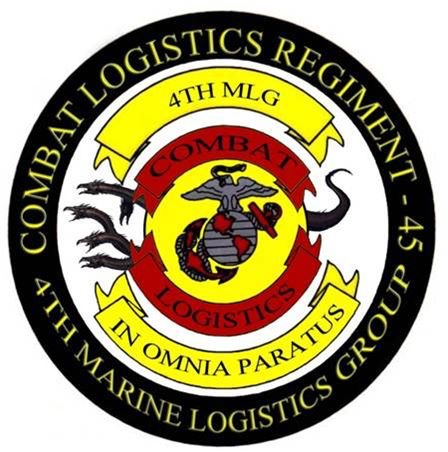
제45전투군수연대

## 그 외

패러머린
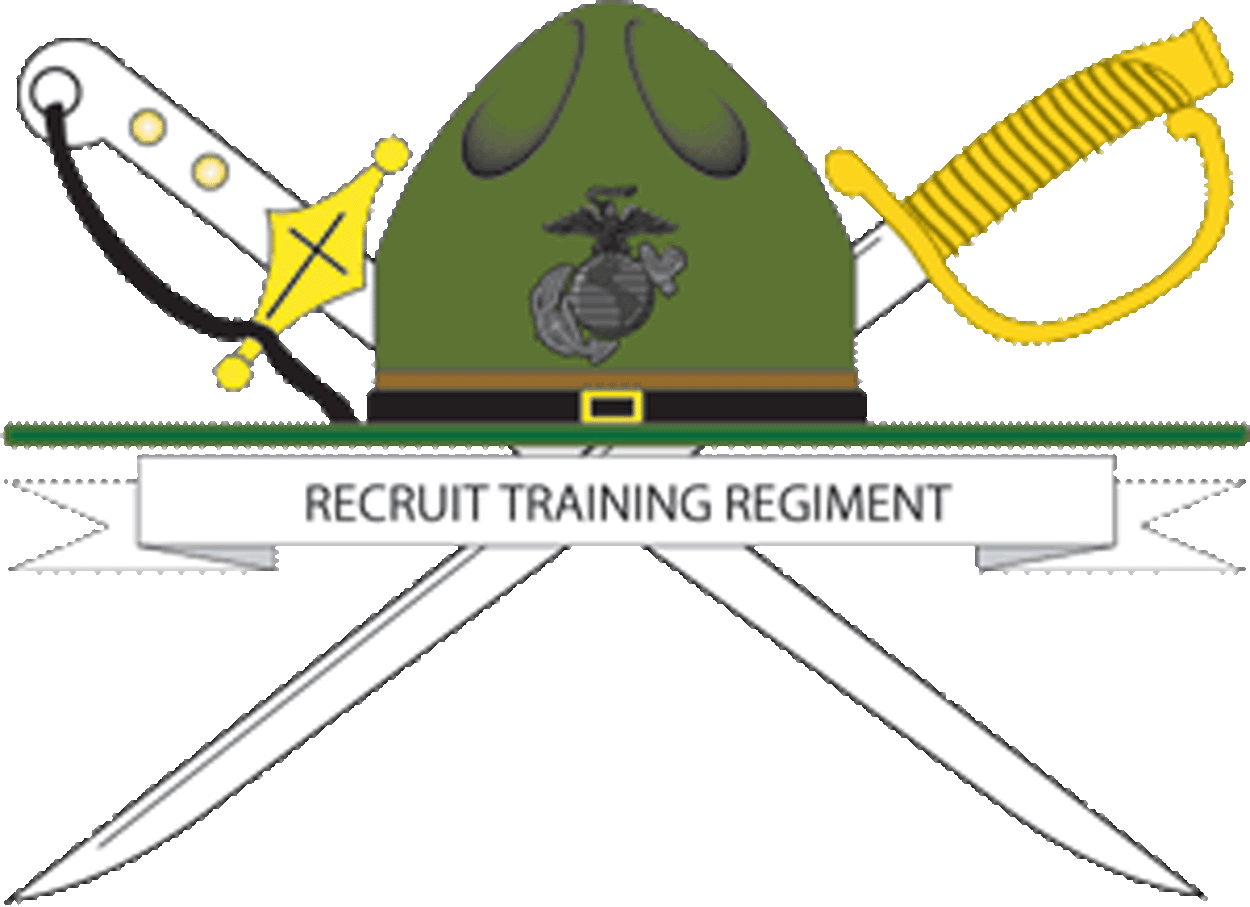
모집훈련연대
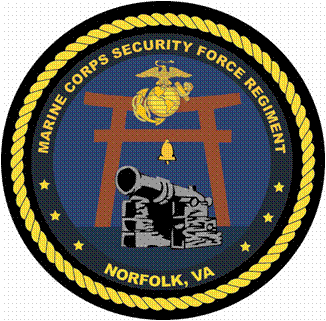
해병대 경비전력연대
해병레이더
해병레이더연대
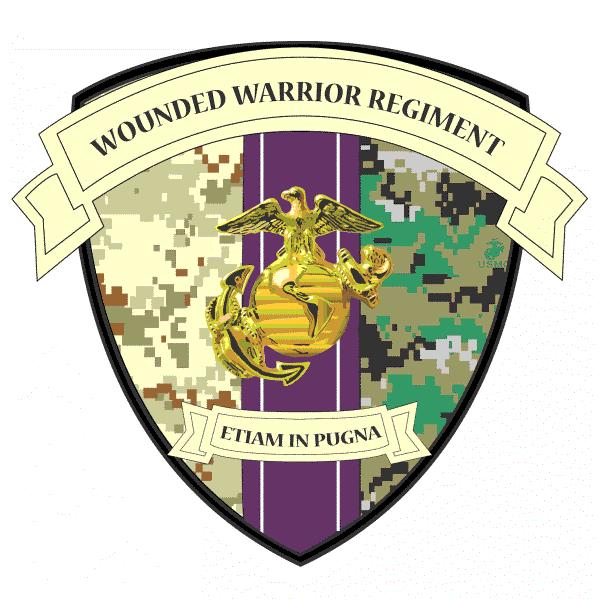
상의용사연대

## 같이 보기
- 미국 해병대의 대대 목록
- 미국 해병대의 시설 목록
- 미국 해병 항공대의 부대 목록